# Placinolopha spinosa
Placinolopha spinosa är en svampdjursart som beskrevs av James Barrie Kirkpatrick 1900. Placinolopha spinosa ingår i släktet Placinolopha och familjen Plakinidae. Inga underarter finns listade i Catalogue of Life.